# Angoumois
L'Angoumois (in poitevin-saintongeais Engoumaes, in occitano Engolmés, in italiano Angumese) era una delle antiche province francesi, corrispondente alla gran parte dell'attuale dipartimento della Charente.
Fu istituita sui territori della Gallia romana che avevano come capitale la città di Icolisma, l'attuale Angoulême, comprendendo i circondari di Ruffec, Cognac, Horte e Tardoire e una parte del Confolentais.
L'Angoumois ha fatto parte dei possedimenti della dinastia dei Valois-Angoulême sino all'ascesa al trono di Francia di Filippo VI (1328), quando entrò a far parte dei possedimenti della Corona.